# Swift Engineering
La Swift Engineering è un'azienda ingegneristica statunitense, conosciuta soprattutto per la produzione di vetture da corsa, impiegate anche in campionati quali la Champ Car, la Formula Nippon e la Formula Ford.

## La Storia

### Gli esordi
La società venne fondata come Swift Cars nel 1983 da David Bruns, Alex Cross, R.K. Smith, e Paul White.  La prima vettura, denominata  DB-1, fu impiegata nella Formula Ford 1600; fu molto competitiva e vinse il titolo SCCA National Championship al debutto. L'azienda successivamente costruì vetture per la Sports 2000, la Formula Ford 2000, la Formula Atlantic e la CART. Telai costruiti dalla Swift vinsero il Campionato britannico di Formula Ford nel 1992 e nel 1995, la F. Atlantic dal 1989 al 1992 e la Formula Renault britannica nel 1990.

### Il passaggio di proprietà e i successi nella CART
Nel 1991, la Swift venne acquistata dal pilota e dirigente della Panasonic Hiro Matsushita che la ribattezzò Swift Engineering. Sotto la sua direzione la Swift corse nella CART World Series tra il 1997 e il 2000, con due vetture gestite dal team Newman/Haas Racing, guidate da Michael Andretti e Christian Fittipaldi. Nel campionato CART, le vetture della Swift vinsero 4 gare sulle 182 disputate. Tarso Marques fu l'ultimo pilota a guidare una vettura della Swift in questo campionato.
Nel 1998 Swift divenne l'unico fornitore del Toyota Atlantic Championship. Nel 2006 l'Atlantic finì sotto l'organizzazione della Champ Car (l'ex CART) e fu ridenominata Champ Car Atlantic Championship Powered by Mazda. Swift creò per la categoria un nuovo modello, denominato 016.a.
Dal 2009 al 2013 il costruttore è stato il solo fornitore di telai della Formula Nippon, poi ribattezzata Super Formula; il modello era denominato 017.n .

## L'impegno nell'aviazione
Nel 2007 la Swift Engineering creò il prototipo Eclipse 400, aeromobile per l'Eclipse Aviation. L'aeromobile venne testato la prima volta presso l'aerodromo della NASA denominato Wallops Flight Facility in Virginia il 2 luglio 2007.